# 체왕 팔료

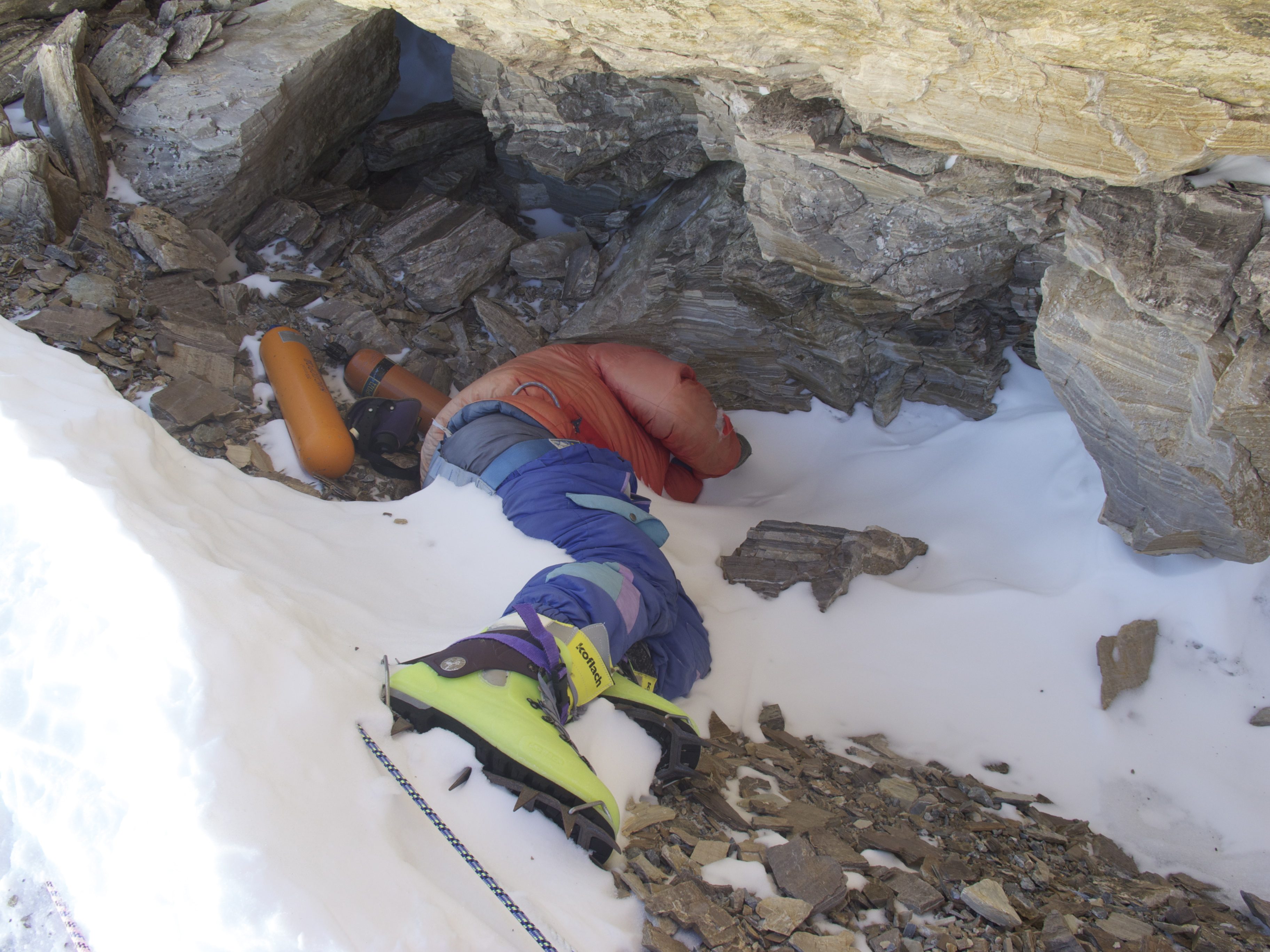
체왕 팔료의 시신(2010년)

체왕 팔료(ཚེ་དབང་དཔལ་འབྱོར, Tsewang Paljor, 와이리 식 표기(en) : tshe dbang dpal 'byor, 1968년 4월 28일 - 1996년 5월 11일)는 인도의 경찰관, 산악인이다.

## 생애
체왕 팔료는 잠무 카슈미르 주의 레에서 태어났다. 1986년에 경찰관이 되어 인도-티벳 국경 경비대(hi)에 배속되었고 인도 최초의 동북 사면을 통한 에베레스트 산 등반대에 참여하게 되었다.

## 인도-티베트 국경 경비대의 1996년 원정(en)

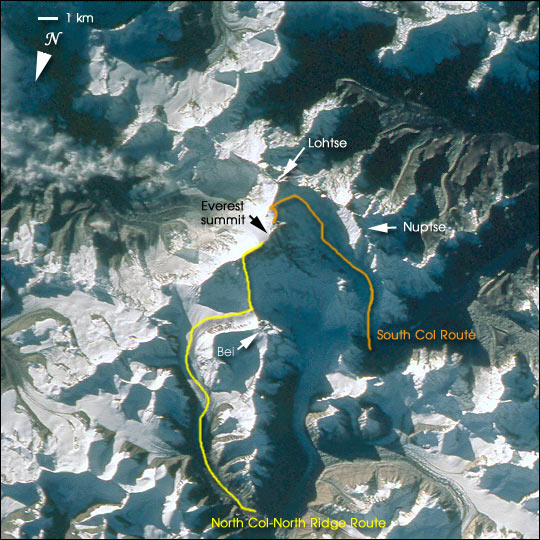
에베레스트 산의 동북 사면 등반로(황색)

1996년 5월 10일과 11일 이틀 동안 블리자드로 인해 8명이 에베레스트 산상에서 사망했다. 존 크라카우어의 희박한 공기 속으로(Into thin Air)(en)를 위시한 다수의 저작이 이를 소개하고 있는데 당시 롭 홀이 이끄는 어드벤처 컨설턴트 대(12명)에서 롭 홀을 위시하여 난바 야스코, 앤디 해리스(en), 더그 한센(Doug Hansen) 등 4 명의 사망자가 발생했고 스코트 피셔(en)가 이끄는 마운틴 매드니스 대(13명)에서 피셔가 사망했다. 나머지 3 명이 인도-티베트 국경 경비대가 동북 사면을 통해 시도한 등정에서 발생했다..
1996년 5월 10일, 체왕 사만라(en)를 대장으로 도르예 모루프(en), 체왕 팔료 그리고 3명의 다른 팀원들은 에베레스트 산 정상 부근에서 블리자드를 만났다. 3명은 돌아갔으나 사만라, 모루프, 팔료는 정상까지 올라가기로 했다. 중국 시간 18시, 네팔 시간으로 3시 45분에 세 사람은 무전으로 정상에 도착했음을 알려왔다.
세 사람이 정상에 도달했는가에 대해서는 논쟁의 여지가 있으나 존 크라카우어는 이들 세 사람을 목격했던 일본 등반 팀의 증언을 근거로 이들이 적어도 정상으로부터 150m 아래인 해발 8700m까지는 도달했다고 못박고 있다. 짙은 구름과 악천후 탓에 이들은 정상에 도달했다고 착각한 것이다. 이들은 타르쵸(en)를 걸고 각종 증거품을 남긴 다음, 사만라 대장이 간단히 기도를 하고 하산을 시작했다. 이후로는 아무런 무전 연락이 없었고 세 사람 모두 해발 8320m의 제4 캠프로 귀환하지 못했다.

## 사후
팔료가 죽은 곳은 가장 많이 사용되는 등반로 근처였던 탓에 많은 다른 등반객의 눈에 띄게 되었고, 그가 신고 있는 독일 코플라흐(Koflach)제의 연두색 발목 장화로 인해 그린 부츠라는 별명이 붙어 시신 자체가 랜드마크로 활용되었다.